# Oceanic (Schiff, 1871)
Die Oceanic war das 1871 in Dienst gestellte erste Passagierschiff der britischen Reederei White Star Line. Die Oceanic wurde das für den transatlantischen Passagierverkehr zwischen Liverpool und New York gebaut und setzte neue Standards im nordatlantischen Passagierverkehr.

## Das Schiff
Das 3.707 BRT große Dampfschiff Oceanic wurde bei Harland & Wolff im nordirischen Belfast gebaut und lief am 27. August 1870 vom Stapel. Das 128,01 Meter lange und 12,46 Meter breite, aus Eisen gebaute Passagier- und Postschiff war das erste von vier Schwesterschiffen, mit denen die junge White Star Line ihren Passagier- und Postverkehr zwischen Großbritannien und Nordamerika eröffnete. Die Oceanic wurde von einer Kombination aus Dampf- und Segelkraft angetrieben. Sie verfügte über zwölf Dampfkessel und eine im Transatlantikverkehr neuartige vierzylindrige Verbunddampfmaschine, die zusammen auf eine Einzelschraube wirkten und eine maximale Geschwindigkeit von 14,5 Knoten ermöglichen konnten. Darüber hinaus war das Schiff mit vier Masten mit voller Takelage ausgestattet. Die modernen Passagierunterkünfte boten Platz für 166 Passagiere Erster Klasse und 1000 Passagiere Dritter Klasse.

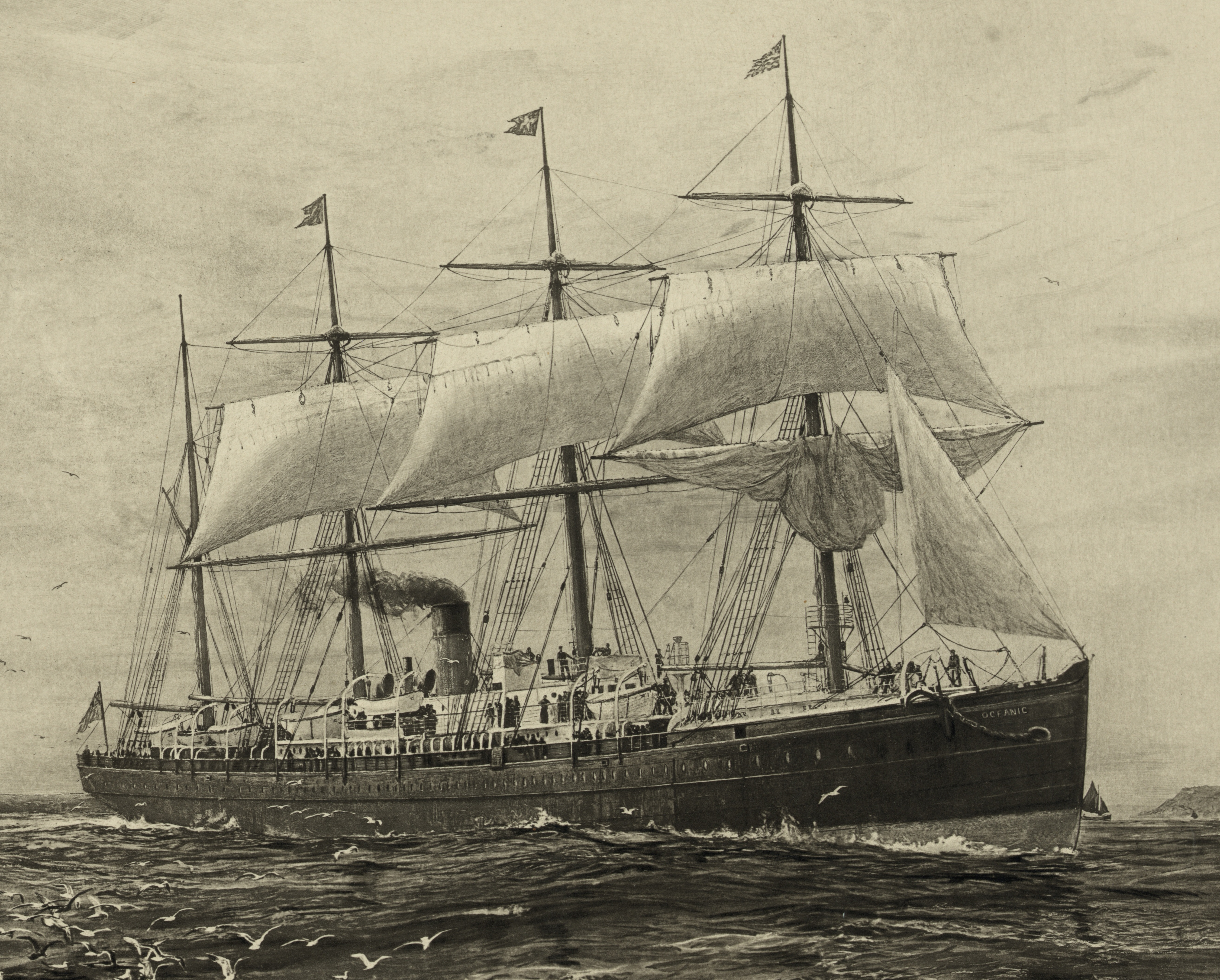
Zeichnung von William Lionel Wyllie (1895).

Zu den Innovationen zählte, dass die Räumlichkeiten der Ersten Klasse mittschiffs untergebracht wurden, um sich möglichst weit weg von den Maschinengeräuschen und den Schraubenvibrationen zu bringen. Der 24 Meter lange und 12 Meter breite Speisesaal der Ersten Klasse war groß genug, um alle Reisenden der Ersten Klasse gleichzeitig aufzunehmen. Die Bullaugen waren wesentlich größer als auf anderen damaligen Schiffen und ließen mehr Tageslicht in die Räume. Fast alle Kabinen der Ersten Klasse waren mit fließend Wasser versorgt. Zudem gab es elektrisch betriebene Glocken, um den Steward zu rufen. Auch die Unterkünfte der Zweiten und Dritten Klasse galten als große Verbesserung im Vergleich zu vorherigen Schiffen.
Die Schwesterschiffe der Oceanic waren die Atlantic (1871), die Baltic (I) (1871) und die Republic (I) (1872), die alle um die 3700 BRT vermaßen und alle über die gleichen baulichen Merkmale verfügten. Mit dem Bau der vier Schiffe wurde die Werft Harland & Wolff verpflichtet, ohne dass je ein Vertrag zwischen beiden Parteien abgeschlossen wurde. Die einzige Bedingung der White Star Line war, dass die Schiffe immer komfortabler und luxuriöser sein sollten. Dies bildete den Ansatz, den die Reederei in den folgenden Jahrzehnten verfolgte. Die White Star Line setzte beim Bau der Oceanic kein Kostenlimit. Das Schiff wurde von der zeitgenössischen Presse schnell als „königliche Yacht“ bezeichnet, da sie mit ihrem langen, eleganten Rumpf eher einer Hochseeyacht, als einem Ozeandampfer glich. An die Stelle eines hohen Schanzkleids war eine Reling getreten, die Passagieren freien Blick auf den Ozean gestattete. Der Rumpf war durch zehn Schotts in elf wasserdichte Abteilungen unterteilt.

## Dienstzeit
Die Oceanic war das zuerst fertiggestellte der vier Schiffe. Sie traf am 26. Februar 1871 nach ihrer Fertigstellung in Liverpool ein, von wo aus sie am 2. März 1871 mit nur 64 Passagieren an Bord unter dem Kommando von Digby Murray zu ihrer Jungfernfahrt über Queenstown nach New York auslief. Wegen überhitzter Kessel musste das Schiff in Holyhead einlaufen und kurz danach nach Liverpool zurückkehren. Am 14. März wurde die Reise wieder aufgenommen. Am 28. März 1871 traf die Oceanic erstmals in New York ein. Im Januar 1872 wurde das Schiff einer Überholung unterzogen, wobei das  Vorderdeck  vergrößert wurde, damit der Bug bei schwerer See nicht so leicht untertauchen konnte. Zudem wurden zwei zusätzliche Kessel installiert, um den Antrieb und damit die Maschinenleistung zu erhöhen. Weiterhin wurden die Masten gekürzt.
Am 11. März 1875 lief die Oceanic zu ihrer letzten Fahrt von Liverpool nach New York aus. Danach wurde sie an die Occidental & Oriental Steamship Company verchartert. Die White Star Line stellte weiterhin die Offiziere, während als Besatzung nun Chinesen eingesetzt wurden. Das Schiff trug weiterhin die Farben der White Star Line, aber die Flagge von Occidental. Fortan fuhr das Schiff von San Francisco nach Yokohama und Hongkong und zurück. Auf der ersten Fahrt nach Hongkong stellte die Oceanic einen neuen Geschwindigkeitsrekord für diese Route auf. Im Dezember 1876 kam noch ein neues Rekordergebnis auf der Strecke von Yokohama nach San Francisco hinzu, den sie im November 1889 mit einer Zeit von 13 Tagen, 14 Stunden und 5 Minuten noch einmal schlug.
Am 22. August 1888 kollidierte die Oceanic bei Fort Point im Nebel mit dem Küstendampfer („Coastal Liner“) City of Chester (1106 BRT), welcher mit dem Verlust von 16 Menschenleben unterging. 1895 wurde sie wieder der White Star Line übergeben, die sie wieder für sich in Dienst stellen wollte. Sie wurde zur Modernisierung nach Belfast zu Harland & Wolff geschickt, doch die notwendigen Inspektionen ergaben, dass sich eine Überholung nicht rentieren würde. Daher wurde sie zum Abbruch verkauft und verließ Belfast am 10. Februar 1896 im Schlepptau. Kurz danach wurde die Oceanic in einer Abbruchwerft an der Themse verschrottet.